# Faith (álbum de The Cure)
Faith é o terceiro álbum de estúdio da banda inglesa de rock The Cure, lançado em  14 de abril de 1981 pela Fiction Records. Precedido pelo single "Primary", Faith fez sucesso no Reino Unido, atingindo e permanecendo na 14ª posição por 8 semanas.
Faith viu a banda continuar com a sonoridade sombria de seu álbum anterior, Seventeen Seconds (1980), porém, com mais atmosferas cinzentas e enevoadas, e que chegaria ao seu ápice autodestrutivo em seu próximo álbum, Pornography (1982). Mesmo tendo feito sucesso, Faith foi, por outro lado, a obstinação da banda em seguir uma atmosfera nebulosa e fúnebre, mas de forma mais acentuada em relação ao álbum anterior, Seventeen Seconds.

## Pano de fundo
Após a turnê de Seventeen Seconds, o The Cure voltou para o Morgan Studios em 27 de setembro de 1980 para gravar um novo álbum, exceto Matthieu Hartley, que partiu devido ao desentendimento com a direção musical da banda. Durante esta sessão, as gravações das músicas "All Cats Are Grey" e "Primary" foram tentadas, mas nenhuma delas acabou no álbum. Robert Smith estava esperando que as faixas parecessem "fúnebres", mas em vez disso, ele disse que "elas simplesmente soavam como lamúrias". Vários outros estúdios foram tentados: Red Bus, Trident, The Roundhouse e Abbey Road.
Muito do álbum Faith foi escrito em estúdio. Pelo menos duas músicas no álbum, "All Cats Are Grey" e "The Drowning Man", foram inspiradas nas novelas Gormenghast de Mervyn Peake. "All Cats Are Grey" apresenta Robert Smith nos teclados, sem guitarra. A capa, projetada por Porl Thompson, é uma foto borrada do Priorado de Bolton, na vila de Bolton Abbey em volta de névoa.

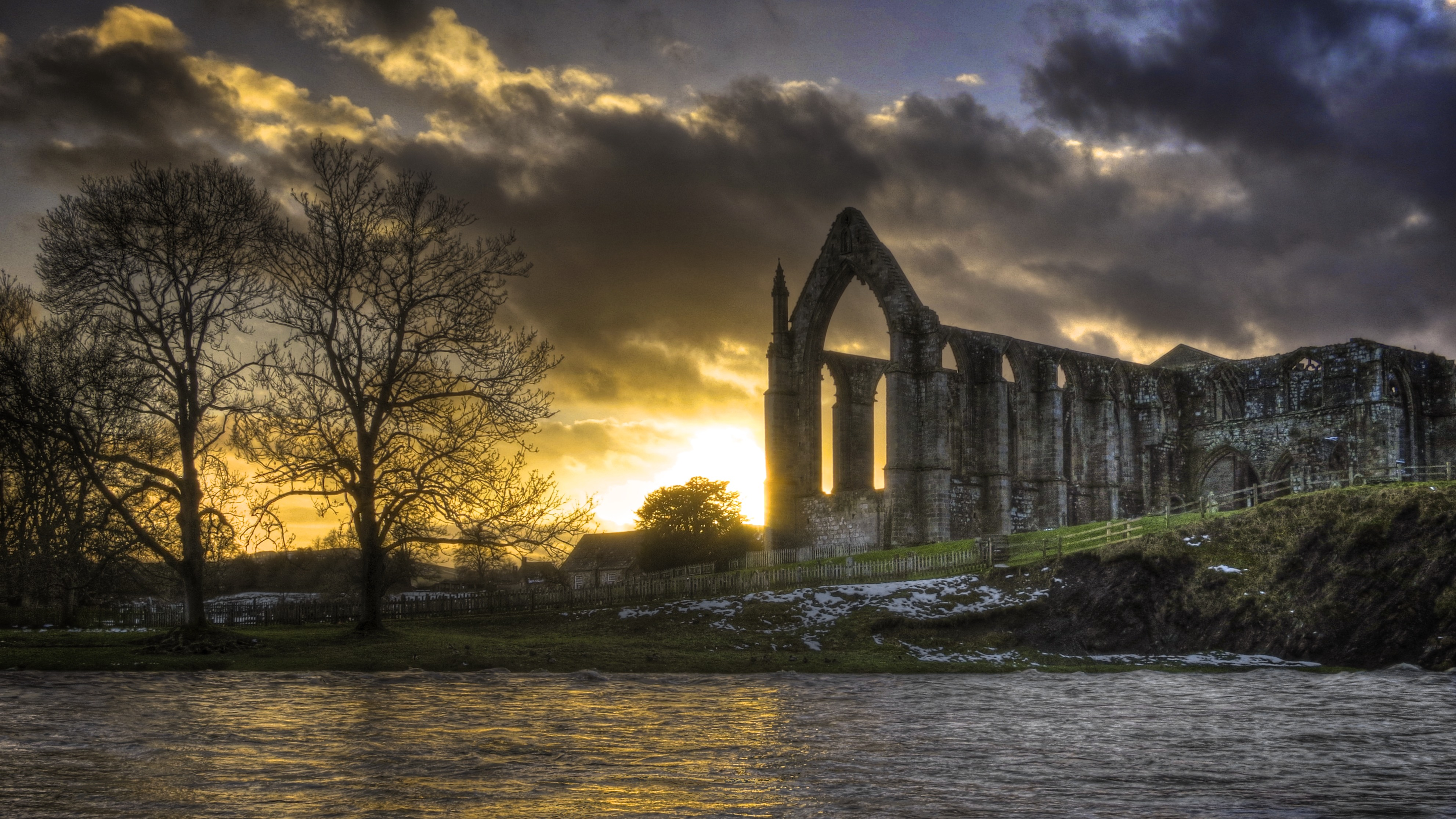
Ruínas da abadia de Bolton. Uma foto preto e branco distorcida da estrutura adorna a capa de Faith.

A peça instrumental "Carnage Visors" (um antônimo para óculos de cor rosa, originalmente disponível apenas em versão K-7) é a trilha sonora de Carnage Visors, um curta-metragem de Ric Gallup, irmão de Simon Gallup, que era exibido na abertura dos shows ao invés de bandas convidadas durante a Turnê Picture em 1981, e apresentava animação de várias bonecas em diferentes posições. O filme desapareceu desde então, e apenas Robert Smith, Laurence Tolhurst e Simon Gallup possuem cópias dele, embora durante uma entrevista televisionada em meados da década de 1980, o apresentador do programa tenha surpreendido a banda ao pôr no ar um clipe desse curta-metragem.

## Lançamento e reedição
Faith foi lançado originalmente em 14 de abril de 1981, alcançando a 14ª posição no UK Albums Chart.  O álbum foi remasterizado em 2005 como parte das Edições de séries de Luxo da Universal Music. A nova edição apresentou "Carnage Visors", demos e faixas ao vivo, bem como o single "Charlotte Sometimes". Também incluiu algumas faixas nunca antes lançadas (demos), todas instrumentais.

## Performances ao vivo
Em 2011, o The Cure tocou o álbum na íntegra em duas datas para o festival Live Vivid no Sydney Opera House em Sydney, Austrália. Os shows foram anunciados como The Cure: 'Reflections'.

## Faixas
Todas as canções por: Simon Gallup, Robert Smith e Laurence Tolhurst.

### Edição Original de 1981
1. "The Holy Hour" – 4:25
2. "Primary" – 3:35
3. "Other Voices" – 4:28
4. "All Cats Are Grey" – 5:28
5. "The Funeral Party" – 4:14
6. "Doubt" – 3:11
7. "The Drowning Man" – 4:50
8. "Faith" – 6:43

a versão em cassete incluía a faixa "Carnage Visors" – 27:29

### 2005 Deluxe Edition

#### CD1
O álbum original como acima
(incluindo "Carnage Visors" como faixa 9)
- Uma versão posterior com apenas o CD 1, exclui a "Carnage Visors".

#### CD2 (Raridades 1980-1981)
1. "Faith" (Robert Smith home demo)
2. "Doubt" (Robert Smith home demo)
3. "Drowning" (group home demo)
4. "The Holy Hour" (group home demo)
5. "Primary" (studio out-take)
6. "Going Home Time" (studio out-take)
7. "The Violin Song" (studio out-take)
8. "A Normal Story" (studio out-take)
9. "All Cats Are Grey" (live)
10. "The Funeral Party" (live)
11. "Other Voices" (live)
12. "The Drowning Man" (live)
13. "Faith" (live)
14. "Forever" (live)
15. "Charlotte Sometimes" (single)

## Banda
- Simon Gallup - baixo
- Robert Smith - guitarra, teclado, voz
- Laurence Tolhurst - baterista